# Pseudofortuynia
Pseudofortuynia es un género con una especie (Pseudofortuynia esfandiarii Hedge) de plantas pertenecientes a la familia Brassicaceae. Es considerado sinónimo de Sisymbrium.
- Datos: Q9063799
- Especies: Pseudofortuynia